# Baile de Morenos de Paso
El Baile de Morenos de Paso es una danza religiosa que se desarrolla en la región de Arica y Parinacota en Chile. Sus orígenes se remontan al pasado colonial del país, sobre todo, desde la perspectiva de las personas esclavizadas afrodescendientes que habitaron y trabajaron en la zona. Esta festividad se realiza en los Santuarios de la Virgen de Las Peñas, de la Virgen de Timalchaca y otras localidades del norte andino del país. Se trata de "una de las expresiones culturales más importantes de la Región".

## Historia
Los antecedentes históricos de las cofradías y agrupaciones se remontan al siglo XX, sin embargo, el entramado significativo que reproduce el baile da cuenta de las relaciones sociales del período colonial, por lo tanto, hay una influencia y actualización de distintos referentes culturales e identitarios. Los principales agentes sociales serían afrodescendientes, mestizos, indígenas y otros grupos subalternos que se apropiaron de los elementos católicos tradicionales para dinamizar nuevos significados y transmitirlos a la comunidad. Otra característica del Baile de Morenos de Paso es que la devoción mariana se complementa con un culto a los espíritus de la naturaleza; peñas, cerros, volcanes, ríos y cielos son también ofrendados por las distintas comunidades.
Dentro de la festividad destaca la pervivencia de la manifestación pues, reúne a un número importante de niñas, niños, jóvenes, adultos y personas de la tercera edad, lo que enfatiza el sentido colectivo y la memoria histórica-familiar de los morenos.
Según publicaciones del Ministerio de las Culturas, las Artes y el Patrimonio de Chile este baile estaría relacionado con "los ciclos agrícolas y pastorales, y con los eventos significativos en la vida de las personas".
En el año 2019 esta expresión cultural ingresó al Inventario Priorizado del Patrimonio Cultural Inmaterial en Chile.

## Descripción
Existen otras denominaciones para los Bailes de Morenos de Paso como: "pitucos, moreno moderno o baile de terno", que remiten al vestuario utilizado por los bailantes, quienes usan traje formal y faldas -en el caso de las mujeres-.
Entre los recursos y elementos que más se utilizan se encuentra: el vestuario (traje formal distintivo de cada sociedad), bandas de colores, escarapela de colores, guantes y matracas, siempre acompañado de un conjunto musical. Las matracas son un objeto de uso religioso, que remite al sonido de los grilletes y las cadenas utilizadas entre la comunidad esclava y afrodescendiente, por lo tanto, tiene un rol central en la trasmisión del significado de la danza y la devoción. Asimismo, mediante la matraca se organiza la danza, los pasos, los tiempos, el ritmo y el recorrido dentro del Santuario o la localidad. El baile en sí consta principalmente de tres momentos; el saludo, la invocación y la retirada.
Algunas de las sociedades y cofradías que continúan con esta tradición devocional son:
- Sociedad de Morenos de Paso Manuela de Marconi
- Sociedad de Morenos Corazón de María
- Sociedad Religiosa del Rosario María de Cárcamo
- Sociedad Religiosa de Morenos Mixta Hilario Aica
- Sociedad Religiosa Morenos Mixtos Hijos de Pachama
- Sociedad de Morenos San Miguel de Azapa
- Hijos de San Miguel
- Sociedad Religiosa Hijos de San Cristóbal
- Baile Moreno Mixto San Cristóbal, Sociedad 8 de Diciembre
- Sociedad Religiosa Morenos Hijos del Carmen
- Sociedad Religiosa Morenos S.S. Juan XXIII
- Sociedad Religiosa Morenos de Socoroma "Hijos de San Francisco de Asís"
- Sociedad de Morenos Santísimo Sacramento Baile Virgen de las Peñas
- Sociedad Religiosa de Morenos Hijas de Belén
- Sociedad de Morenos de Livilcar a la Santísima Virgen de los Remedios
- Sociedad de Morenos Mixta Hijos de Ticnamar
- Baile Religioso San Andrés de Pachama
- Sociedad de Morenos Evaristo Chiong, La Purísima
- Baile Religioso Morenos San Martín de Tours de Codpa
- Baile de Morenos Mixto Hijos de Codpa

## Localidades
- Arica
- Codpa
- Guañacagua
- Livílcar
- Putre
- San Miguel de Azapa
- Socoroma